# Deutscher Musical Theater Preis 2014

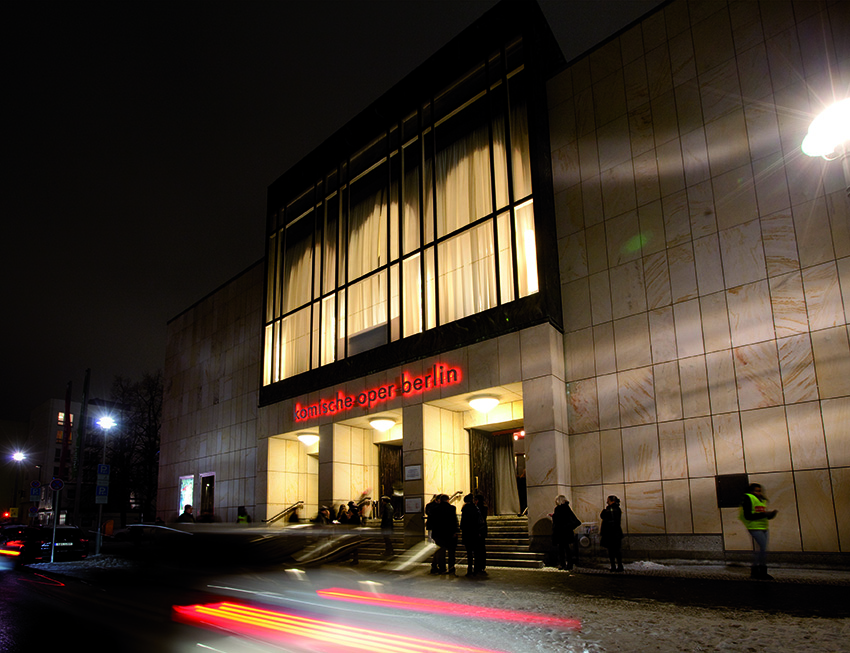
Die Komische Oper in der Behrenstraße in Berlin-Mitte.

Im Rahmen des Deutschen Musical Theater Preises 2014 wurde am 5. Mai 2014 im Foyer der Komischen Oper Berlin nach der Wahl durch eine Jury im September 2014 erstmals eine Auszeichnung an den Tänzer, Choreograf, Schauspieler und Musicalregisseur Helmut Baumann  für seine Leistungen im Musicalfach übergeben. Die Preisverleihung wurde Thomas Hermanns moderiert.

## Preisvergabe
Helmut Baumann wurde geehrt, weil er laut Norbert Hunecke, dem Vorsitzenden der Deutschen Musical Akademie „wie kein anderer in Deutschland das Genre Musical gepflegt und etabliert hat“. Unter Baumanns Leitung gelang dem Theater des Westens in den 1980er und 1990er Jahren die Etablierung als eines der führenden Musicaltheater in Deutschland, und Baumann hatte hierdurch vielen Darstellerinnen und Darstellern zu ihren Karrieren verholfen. Die Preisverleihung am 5. Mai 2014 fand in Anwesenheit von Baumanns Weggefährtinnen Ruth Brauer-Kvam, Daniela Ziegler und Angelika Milster statt.